# Coves
Coves sind eine Indie-Rock-Gruppe aus Leamington Spa, England.
Ihr Name lehnt sich an einen nicht mehr gebräuchlichen Begriff für „alter Freund“ an.

## Geschichte
Coves wurden 2011 gegründet und schrieben ihr Debütalbum Soft Friday innerhalb eines Jahres, während sie in einem verlassenen Gebäude in Leamington Spa lebten. Das Album erscheint am 2. September 2014 in Deutschland beim Indie-Label Nettwerk. Die Band war am 14. Februar 2013 „New band of the day“ in der Zeitung The Guardian.

## Diskografie
- 2014: Soft Friday (Album; Nettwerk)[4]
- 2014: Beatings (Single; Nettwerk)